# Montroyalita
La montroyalita és un mineral de la classe dels carbonats.

## Característiques
La montroyalita és un carbonat de fórmula química Sr₄Al₈(CO₃)₃(OH)₂₆·10H₂O. Va ser aprovada com a espècie vàlida per l'Associació Mineralògica Internacional l'any 1980. La seva duresa a l'escala de Mohs és 3,5. Probablement estigui relacionada amb el grup de la dresserita, i sembla que cristal·litza en el sistema triclínic.
Segons la classificació de Nickel-Strunz, la montroyalita pertany a «05.D - Carbonats amb anions addicionals, amb H₂O, amb cations grans i de mida mitjana» juntament amb els següents minerals: alumohidrocalcita, nasledovita, paraalumohidrocalcita, dresserita, dundasita, estronciodresserita, petterdita, kochsandorita, hidrodresserita, schuilingita-(Nd), sergeevita i szymanskiïta.

## Formació i jaciments
Va ser descoberta l'any 1985 a la pedrera Francon, a Mont-real, a la regió del Quebec (Canadà), on sol trobar-se associada a altres minerals com: albita, estronciodresserita, calcita, quars, dawsonita, ankerita, fluorita, barita, estroncianita, smythita, marcassita, pirita, hal·loysita i doyleïta. Es tracta de l'únic indret on ha estat trobada aquesta espècie mineral.